# Anitta (zangeres)
Larissa de Macedo Machado, alias Anitta (Rio de Janeiro, 30 maart 1993), is een Braziliaans zangeres.

## Biografie

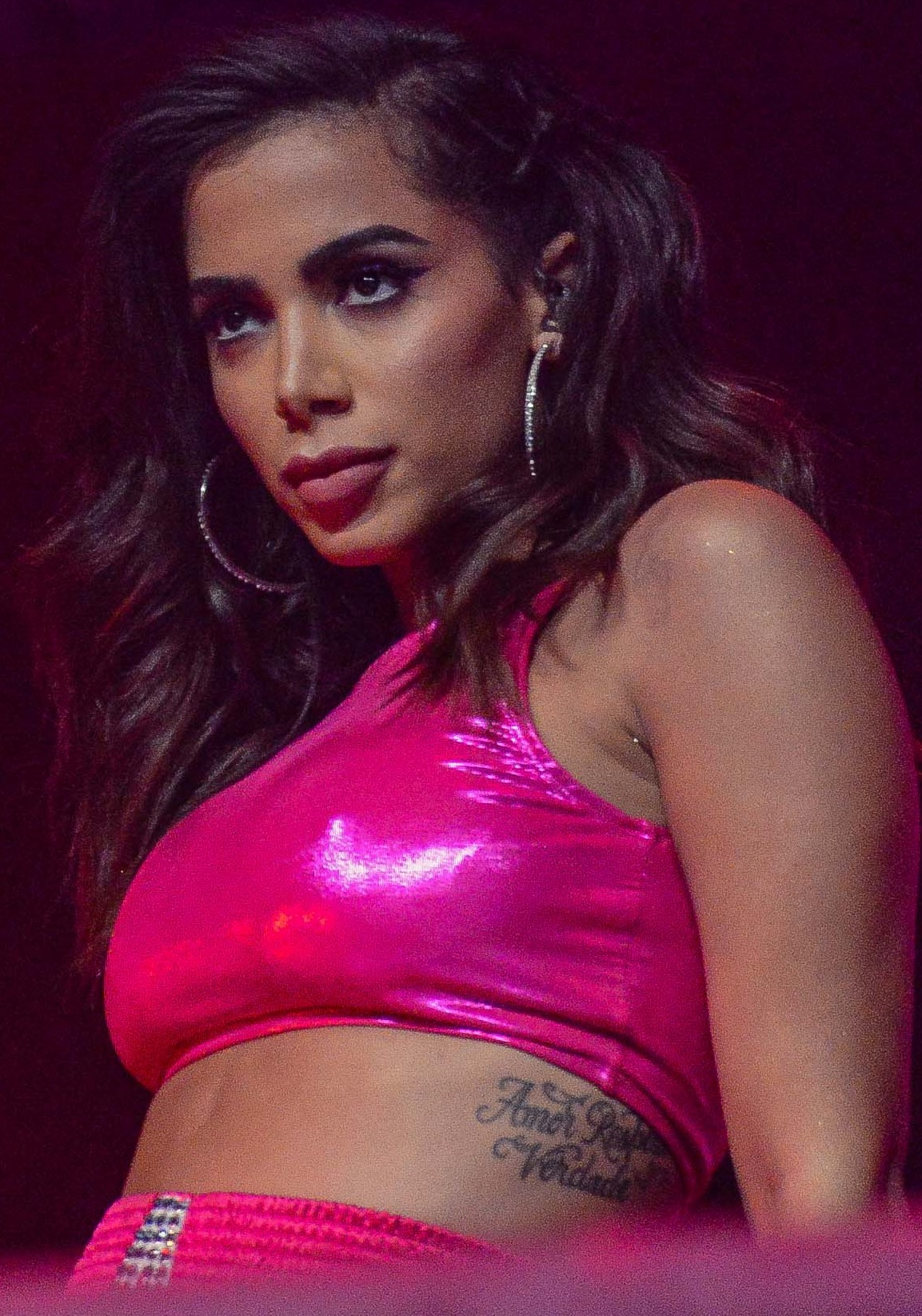
Anitta in 2017

De Macedo Machado begon op haar achtste met zingen in het kerkkoor van de katholieke kerk Santa Luzia in de wijk Honório Gurgel, Rio de Janeiro. Later volgde ze Engelse lessen, danslessen en op haar zestiende rondde ze een boekhoudcursus af. Een jaar erna besloot ze vol te gaan voor haar zangcarrière. Haar artiestennaam is gebaseerd op het karakter Anita in de Braziliaanse miniserie Presença de Anita.
Na het succes van haar single Meiga e Abusada, tekende ze in januari 2013 een platencontract met Warner Music Group. Anitta lanceerde in juni 2013 haar debuutalbum Anitta. De videoclip van de single Show das Poderosas werd in Brazilië een van de meest bekeken clips. Ze was destijds heel populair en behoorde, met zo'n 150.000 reais per show, bij de best betaalde artiesten van het land. Naast het uitbrengen van een tweede album acteerde ze in 2014 ook: ze speelde in de filmkomedie Copa de Elite en de televisiefilm Didi e o Segredo dos Anjos. Ze richtte in hetzelfde jaar haar eigen managementbedrijf op, Rodamoinho Produções Artísticas.
In 2017 bracht ze haar eerste Engelstalige single uit. Netflix kondigde in juli 2018 aan Anitta te gaan volgen voor een documentaireserie: Vai Anitta.
Anitta was van november 2017 tot september 2018 gehuwd.

## Discografie
- Anitta (2013)
- Ritmo Perfeito (2014)
- Bang! (2015)
- Kisses (2019)
- Versions Of Me (2022)